# Alejandro Rebolledo (abogado)
Alejandro Jesús Rebolledo es un abogado venezolano, doctor en derecho y especializado en prevención de la delincuencia organizada. El 21 de julio de 2017 fue designado como el magistrado del Tribunal Supremo de Justicia de Venezuela por la IV Legislatura de la Asamblea Nacional de Venezuela, órgano que posteriormente se convirtió en el TSJ de Venezuela en el exilio. Alejandro se exilió a los Estados Unidos, donde publicó la novela "Lo quiero preso", basada en sus propias vivencias. En octubre de 2018 se desincorporó del TSJ en el exilio junto con el magistrado Tomás Alzuru.
Rebolledo regresó a Venezuela «para resolver su situación jurídica» y se presentó voluntariamente ante tribunales penales, siendo detenido el 19 de noviembre de 2024 por el Servicio Bolivariano de Inteligencia (SEBIN) y traslado al Helicoide.